# ۲۴ ربیع‌الثانی
۲۴ ربیع‌الثانی، بیست و چهارمین روز از ماه ربیع‌الثانی در تقویم هجری قمری است.
در تقویم هجری قمری قراردادی این روز صد و سیزدهمین روز سال است.